# Ordine di Guglielmo

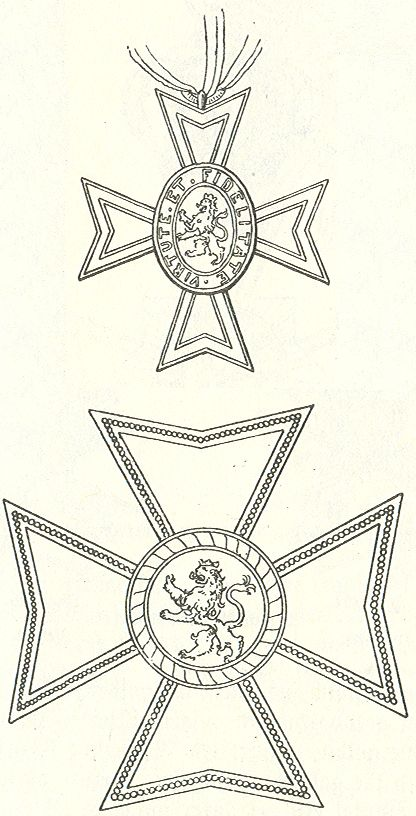
Croci di Cavaliere, Commendatore e Gran Croce

L'Ordine di Guglielmo (in tedesco Wilhelmsorden) dell'Assia-Kassel venne istituito dal Principe Elettore Federico Guglielmo il 20 agosto 1851 come un ordine di merito civile e militare per commemorare la memoria del nonno Guglielmo I. Esso rimase in vigore per 15 anni, cioè sino a quando il principato non fu annesso alla Prussia nel 1866, venendo conferito 450 volte.
Il 1º agosto 1866, l'Assia-Kassel fu incorporata nella Prussia e il 3 ottobre di quello stesso anno, l'ordine entrò a far parte degli ordini prussiani, finendo con l'essere definitivamente abolito il 27 agosto 1875, pur continuando ad essere illegittimamente concesso dai principi d'Assia in esilio.
Esso era suddiviso in quattro classi:
- Cavaliere di Gran Croce
- Commendatore di I Classe
- Commendatore di II Classe
- Cavaliere

## Insegne
La medaglia dell'ordine, consisteva in una croce maltese d'oro smaltata di bianco, al centro della quale si trovava una stella timbrata di un medaglione caricato con un leone rampante coronato attorniato dal motto dell'ordine, Virtuti et Fidelitate.
Il nastro era di rosso carminio bordato di una striscia bianca per parte.